# 遙かなる時空の中で-八葉抄-
『遙かなる時空の中で-八葉抄-』（はるかなるときのなかで はちようしょう）は、テレビ東京系で放送されたテレビアニメ、およびPS、GBAゲーム『遙かなる時空の中で』をリメイクしたPS2ソフトである。「遙かなる時空の中で〜八葉抄〜」と表記されることもある。

## 概要

### アニメ
テレビアニメは2004年10月5日から2005年3月29日までテレビ東京系にて放送された。全26話。
ストーリーは水野十子が描いた漫画版『遙かなる時空の中で』を元にしているが、後半はアニメオリジナル。
DVD9巻にはマルチエンディングが収録されている。

### ゲーム
『遙かなる時空の中で』をPS2用にリメイクしたもので、追加要素は
- 既存キャラクターの新エンディング
- アクラムとの恋愛イベント
- 日常イベント、エンディング後のおまけイベント
- 新規イラスト
- 恋愛イベントへのボイス追加（フルボイスではない）

である。

## 登場人物
- 元宮あかね - 川上とも子
- 源頼久 - ：三木眞一郎
- 森村天真  - 関智一
- イノリ  - 高橋直純
- 流山詩紋  - 宮田幸季
- 藤原鷹通  - 中原茂
- 橘友雅  - 井上和彦
- 永泉  - 保志総一朗
- 安倍泰明  - 石田彰
- 藤姫  - 大谷育江
- アクラム  - 置鮎龍太郎
- イクティダール  - 石井康嗣
- シリン  - 川村万梨阿
- セフル  - 浅川悠
- ラン （森村蘭）  - 桑島法子
- 帝  - 井上倫宏
- 小天狗  - 嶋方淳子
  - 天狗  - 谷山紀章
- 鵺  - 森川智之
- 頼久の兄  - 堀内賢雄
- セリ  - 久川綾

## スタッフ
- 原作 - コーエー（ルビーパーティー）
- コミック原作 - 水野十子（白泉社）
- 監督 - つなきあき
- 監修 - ルビーパーティー
- シリーズ構成 - 岡崎純子
- キャラクターデザイン - 大貫健一、小谷杏子
- 美術監督 - 坂本信人
- 色彩設計 - 有尾由紀子
- 撮影監督 - 荒川浩介
- 編集 - 森田清次
- 音響監督 - 本田保則
- 音楽 - 平野義久
- プロデューサー - 真保安一郎、山下雅弘、小林潤香、山口聰
- アニメーション制作 - ゆめ太カンパニー
- 製作 - 遙か製作委員会（コーエー・白泉社・バンダイビジュアル・ゆめ太カンパニー）

## 主題歌
オープニングテーマ
「遙か、君のもとへ…」
作詞 - 尾崎雪絵 / 作曲 - a-bee / 編曲 - a-bee、西村麻聡 / 歌 - 森村天真（関智一）・イノリ（高橋直純）・流山詩紋（宮田幸季）
エンディングテーマ
「flowin'〜浮雲〜」
作詞 - 山口寛雄、加奈弓 / 作曲・編曲 - 山口寛雄 / 歌 - セフル（浅川悠）・ラン（桑島法子）
「追憶の森に捧ぐ」（第7話）
作詞 - 田久保真見 / 作曲・編曲 - 飯塚昌明 / 歌 - 源頼久（三木眞一郎）
「ミルフィーユ・ドリーム」（第15話）
作詞 - 小泉宏孝／作曲、編曲 - 近藤尚如／歌 - 流山詩紋（宮田幸季）
「風待ち月に吹く風は」（第20話）
作詞 - 田久保真見／作曲、編曲 - 飯塚昌明／歌 - 藤原鷹通（中原茂）
「翳りの封印 HACHIYO-SHO Ver.」（第23話）
作詞 - 田久保真見／作曲 - 伊藤真澄／編曲 - 飯塚昌明／歌 - 安倍泰明（石田彰）

## 挿入歌
「瞳と瞳のIgnition」（第16話）
作詞 - 田久保真見／作曲 - 影山ヒロノブ／編曲 - 須藤賢一／歌 - 森村天真（関智一）
「緋色の涙の女よ」（第17話）
作詞 - 田久保真見／作曲 - 中村裕介／編曲 - 西込加久見／歌 - 橘友雅（井上和彦）
「儚さと強さのあいだで…」（第19話）
作詞 - 田久保真見／作曲 - 飯塚昌明／編曲 - 須藤賢一／歌 - 永泉（保志総一朗）
「炎の涙で泣きじゃくれ」（第21話）
作詞 - 田久保真見／作曲、編曲 - 飯塚昌明／歌 - イノリ（高橋直純）

## 各話リスト
| 話数       | サブタイトル             | 脚本     | 絵コンテ            | 演出       | 作画監督          |
| ---------- | ------------------------ | -------- | ------------------- | ---------- | ----------------- |
| 第壱話     | 汝、龍神の神子           | 岡崎純子 | つなきあき 下田正美 | 片貝慎     | 加々美高浩        |
| 第弐話     | 鬼に魅入られし京（もの） | 岡崎純子 | 小泉謙三            | 村山靖     | 島田英明          |
| 第参話     | 陰陽師                   | 早坂律子 | 下田正美            | 下田正美   | 小谷杏子          |
| 第四話     | はなしずめ               | 早坂律子 | 原口浩              | 原口浩     | 中西麻実子        |
| 第五話     | 露の宿り                 | 岡崎純子 | 三家本泰美          | 三家本泰美 | をがわいちろを    |
| 第六話     | 治部少丞と内裏の鬼       | 加藤陽一 | 片貝慎              | 片貝慎     | 石之博和 山口聰   |
| 第七話     | 鵺の哭く夜               | 大和屋暁 | 下田正美            | 岩井隆央   | 小谷杏子          |
| 第八話     | 鬼憎みし焔（ほむら）     | 早坂律子 | 村山靖              | 村山靖     | 北沢典子 八木元喜 |
| 第九話     | 妖しの調べ八絃琴 前編    | 加藤陽一 | 下田正美            | 原口浩     | 中西麻実子        |
| 第拾話     | 散華の波紋八絃琴 後編    | 大和屋暁 | 三家本泰美          | 三家本泰美 | 川口弘明          |
| 第拾一話   | 呪われた神子             | 岡崎純子 | 片貝慎              | 剛田隼人   | 夏目久仁彦        |
| 第拾二話   | 鬼ひそむ闇               | 早坂律子 | 小泉謙三            | 小泉謙三   | 若山佳治          |
| 第拾三話   | 心、解き放て             | 岡崎純子 | 下田正美            | 岩井隆央   | 小谷杏子          |
| 第拾四話   | 虹告げし未来             | 岡崎純子 | 下田正美            | 原口浩     | 中西麻実子        |
| 第拾五話   | 憎しみを越える心         | 加藤陽一 | 越智浩仁            | 越智浩仁   | 川口浩明          |
| 第拾六話   | 贖罪の日                 | 大和屋暁 | 吉川浩司            | 吉川浩司   | 浜津武広          |
| 第拾七話   | 夾竹桃の女（ひと）       | 早坂律子 | 山田浩之            | 栗山美秀   | 夏目久仁彦        |
| 第拾八話   | 四位の侍従と茜姫         | 早坂律子 | 片貝慎              | 片貝慎     | 小谷杏子          |
| 第拾九話   | 止められぬ想い           | 岡崎純子 | 下田正美            | 原口浩     | 中西麻実子        |
| 第弐十話   | 貴方に授かりし光         | 加藤陽一 | 越智浩仁            | 越智浩仁   | 川口浩明          |
| 第弐十一話 | 鬼と人                   | 大和屋暁 | 片貝慎              | 片貝慎     | 手島典子          |
| 第弐十二話 | 鬼出づる時               | 岡崎純子 | 山田浩之            | 栗山美秀   | 夏目久仁彦        |
| 第弐十三話 | かわたれ                 | 早坂律子 | 吉川浩司            | 栗山美秀   | 佐藤寿子          |
| 第弐十四話 | 放たれた四神             | 岡崎純子 | 原口浩              | 原口浩     | 中西麻実子        |
| 第弐十五話 | 天雲の別れ               | 岡崎純子 | 山田浩之            | 片貝慎     | 小谷杏子          |
| 第弐十六話 | 遙か、君のもとへ…        | 岡崎純子 | 下田正美            | 岩井隆央   | つなきあき        |

### 和歌
- 第壱話：春の野に 若菜つまむと 来(こ)しものを 散りかふ花に 道はまどひぬ
- 第弐話：天の原 ふみとどろかし なる神も 思ふ中をば さくる物かは
- 第三話：人を思ふ 心は我に あらねばや 身のまどふだに 知られざるらむ
- 第四話：しひて行く 人をとどめむ 桜花 いづれを道と 惑ふまで散れ
- 第五話：桜色に 衣は深く 染めて着む 花の散りなむ 後のかたみに
- 第六話：蓮葉の にこりにしまぬ 心もて なにかは露を たまとあさむく
- 第七話：さくら花 ちりぬる風の なごりには 水なき空に 波ぞたちける
- 第八話：わがやどの 花ふみしだく とりうたん 野はなければや ここにしもくる
- 第九話：命やは 何ぞは露の あだものを あふにしかへば 惜しからなくに
- 第拾話：春ごとに 花のさかりは ありなめど あひ見むことは 命なりけり
- 第拾一話：かきくらす 心の闇に 惑ひにき 夢うつつとは 世人さだめよ
- 第拾二話：風のうへに ありかさだめぬ ちりの身は ゆくへもしらず なりぬべらなり
- 第拾三話：かぎりなき 君がためにと 祈る花は 時しもわかぬ ものにぞありける
- 第拾四話：よるべなみ 身をこそ遠く へだてつれ 心は君が 影となりにき
- 第拾五話：うれしきを 何につつまむ 唐衣 袂ゆたかに たてと言はましを
- 第拾六話：深草の 野辺の桜し 心あらば 今年ばかりは 墨染に咲け
- 第拾七話：夏の夜は まだ宵ながら 明けぬるを 雲のいづこに 月宿るらむ
- 第拾八話：春霞 たなびく山の さくら花 見れどもあかぬ 君にもあるかな
- 第拾九話：山たかみ 下ゆく水の 下にのみ 流れて恋ひむ 恋は死ぬとも
- 第弐十話：大空を 照りゆく月し 清ければ 雲隠せども 光けなくに
- 第弐十一話：宵のまも はかなく見ゆる 夏虫に 惑ひまされる 恋もするかな
- 第弐十二話：身を捨てて 行きやしにけむ 思ふより 外なるものは 心なりけり
- 第弐十三話：恋せしと みたらし川に せしみそき 神はうけすも なりにけらしも
- 第弐十四話：恋ひしきに 命をかふる ものならば しにはやすくそ あるへかりける
- 第弐十五話：いのちだに 心にかなふ 物ならば なにか別れの かなしからまし
- 第弐十六話：わが恋は ゆくへも知らず はてもなし あふを限りと 思ふばかりぞ

## 放送局
| 放送地域   | 放送局     | 放送期間                       | 放送日時           | 放送区分     |
| ---------- | ---------- | ------------------------------ | ------------------ | ------------ |
| 関東広域圏 | テレビ東京 | 2004年10月5日 - 2005年9月28日  | 火曜 25:00 - 25:30 | テレビ東京系 |
| 愛知県     | テレビ愛知 | 2004年10月7日 - 2005年9月30日  | 木曜 25:28 - 25:58 | テレビ東京系 |
| 大阪府     | テレビ大阪 | 2004年10月11日 - 2005年10月4日 | 月曜 25:10 - 25:40 | テレビ東京系 |

- AT-X
- キッズステーション

## DVD
- 遙かなる時空の中で〜八葉抄〜 1〜9
- 遙かなる時空の中で〜八葉抄〜 心の行方 天
- 遙かなる時空の中で〜八葉抄〜 想いの在処 地